# Отель (Франция)

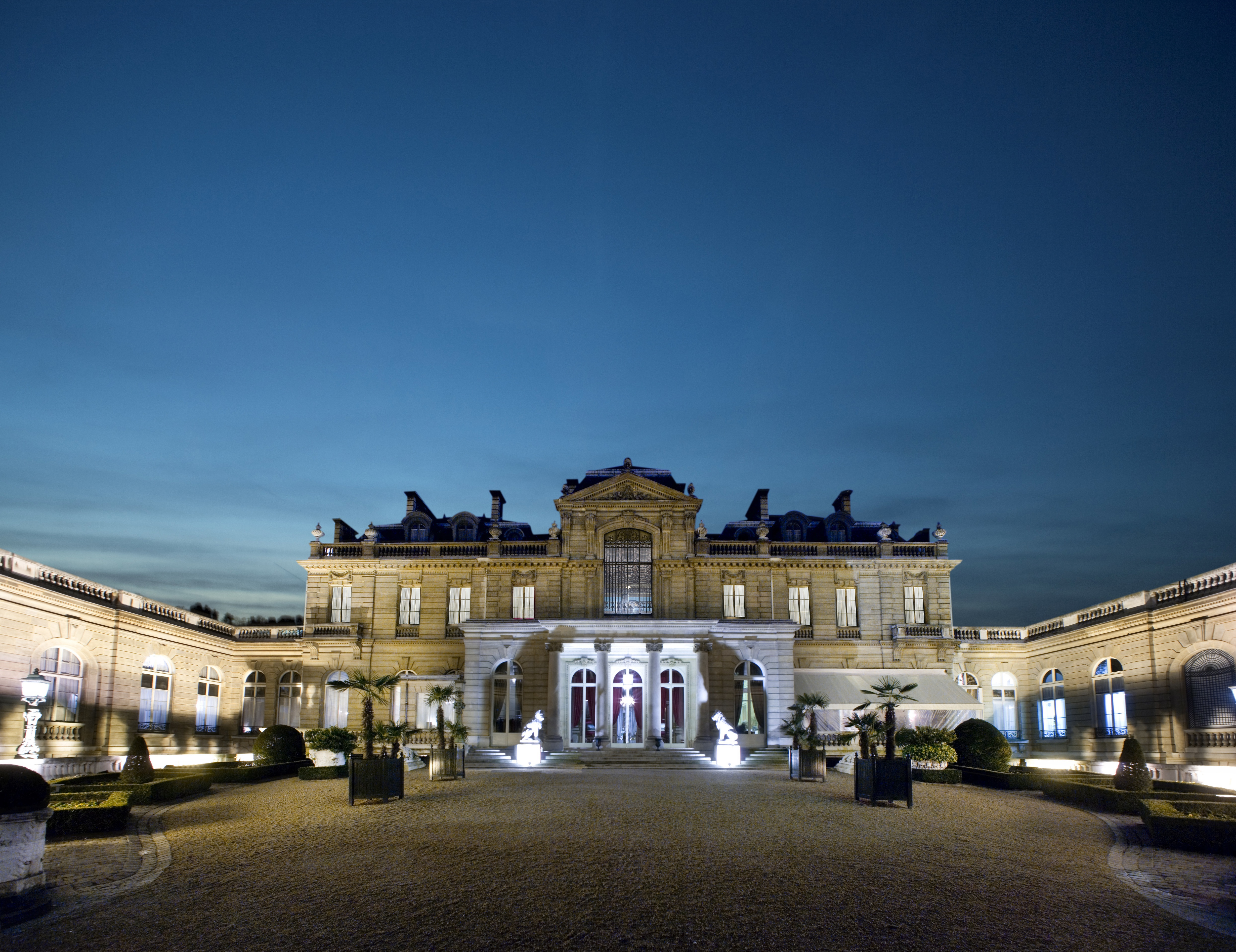
Музей Жакмар-Андре расположен в одном из парижских особняков

Во французском языке  термин отель (фр. hôtel), иногда с дополнительным уточнением: частный отель (фр. hôtel particulier) обозначает городской богатый частный дом, снабжённый оградой, внутренним двором и, зачастую, комплексом вспомогательных построек, то есть, особняк или городскую усадьбу. Отель необходимо отличать от более скромного городского дома (фр. maison de ville), которые сохраняются в основном в маленьких городах, где ниже налоги и ниже стоимость земли, и где проживают люди со средним достатком.

## Определение
В своей книге о французских отелях Жан-Марк Ларбодьер даёт определение отелю, перечисляя его признаки:
- Отель прежде всего рассчитан на одну семью, своей архитектурой и расположением он призван подчёркивать высокий социальный статус этой семьи;
- Обычно отель выходит на улицу роскошными воротами, за которыми располагается подъездной двор. За двором располагаются жилые (для хозяев и прислуги) и вспомогательные здания. За ними — частный двор;
- В здании находятся разнообразные помещения, флигели и службы, ассоциирующиеся с высшим обществом, как то: личный гараж (исторически — каретный сарай и  конюшни), парадные залы для приёмов, семейная часовня и т. п.

С другой стороны, автор предлагает косвенно определить отель перечислением того, чем он не является:
- Не дворец (фр. palais) —  то есть, не жильё, предназначенное для первых лиц государства;
- Не просто городской дом (фр. maison de ville) — выходящее непосредственно на улицу (без двора и ограды), более скромное жильё;

Несмотря на эту попытку определения термина, для каждого отдельно взятого признака существуют и исключения —  отели, не имеющие данного признака. Таким образом, некоторые исторические здания называются отелями просто в силу сложившейся традиции.

## Название
В прошлом богатый и знатный хозяин проживал в нескольких местах. Он управлял загородными усадьбами, а в городе имел временное жилище — только для себя «частную гостиницу». Дословный перевод «hôtel particulier» : particulier — частный, и hôtel в первоначальном значении, «дом, вмещающий хозяина (hôte) и гостей (hôtes)»; значение же «гостиница» у слова hôtel появилось позже). Для содержания своего городского особняка хозяин имел постоянно проживающих там слуг и/или родственников.
Противоречие между словами «гости» и «частная» лишь кажущееся: общественная жизнь и прием гостей, жизнь домочадцев и слуг в особняке, и частная жизнь семьи, происходили в различных помещениях: для жилья использовались appartements privés (частные квартиры), парадная часть особняка (appartements de parade) служила для приёма гостей. Как и жизнь аристократии, так и характер особняка были общественными. Правда во времена Старого режима общение и гости аристократа ограничивалась прочими аристократами и придворными королевского двора, низшим сословиям вход в особняк был закрыт.
Хотя иногда особняк похож на городской дворец (palais), эти понятия различаются. Городской дворец более монументален и являлся сосредоточием политической власти. Аристократов, содержащих дворцы, было немного, большинство из них было князьями, родственниками королевской семьи или высшими духовными чинами. Отвечая условиям для содержания большого придворного штата, дворец имеет значительный размер и количество помещений.

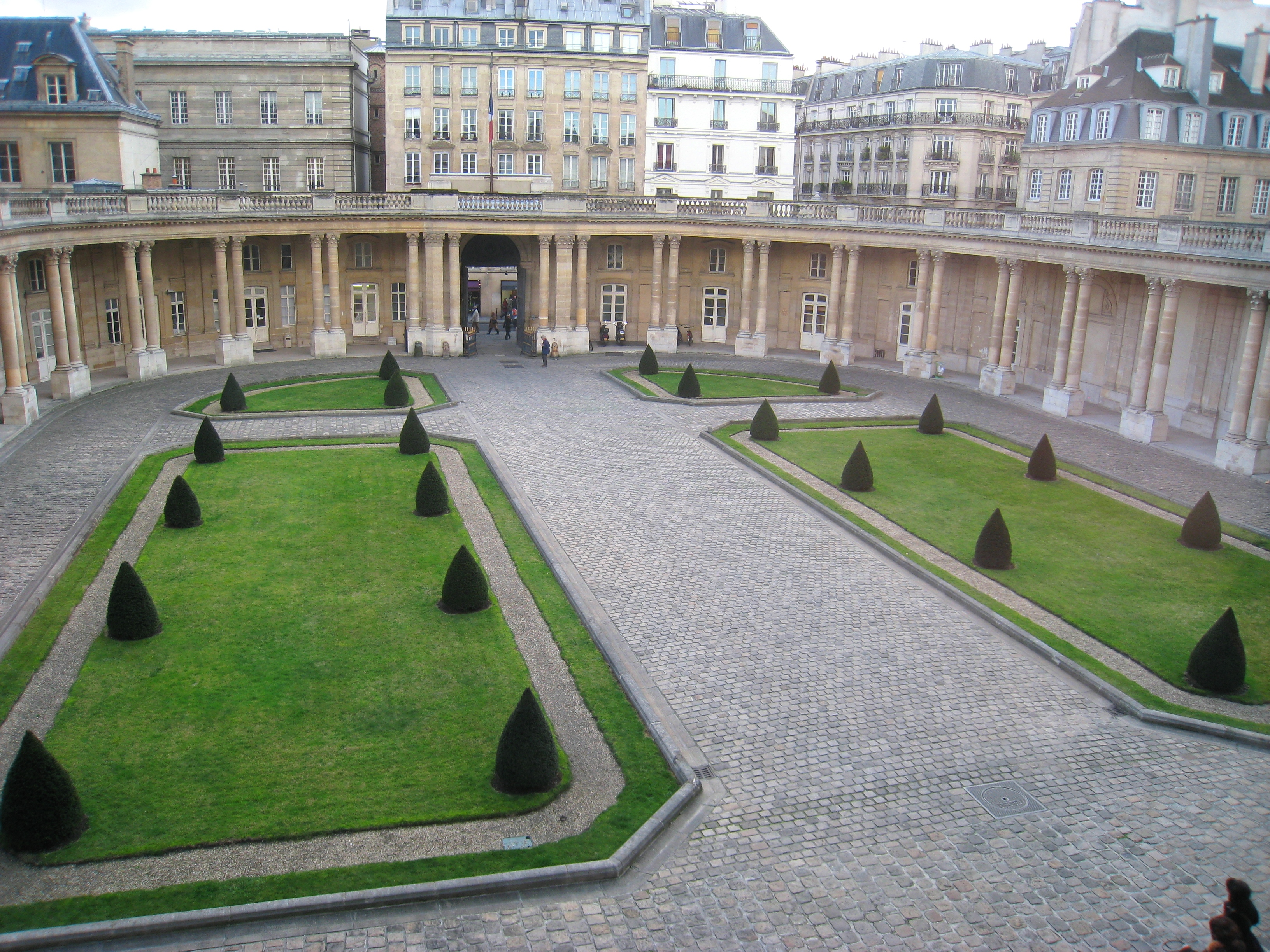
Замкнутый со всех сторон двор Отеля Субиз является типичным для постройки XVIII века

## История парижских особняков
С начала XIV века Париж активно расширяется на правом берегу Сены — по примеру Карла V, переехавшего из Лувра в квартал Сен-Поль, вся городская знать застраивает и переселяется в Марэ. Столетняя война, разорившая Париж в первой половине XV века, оставила нам очень мало памятников той эпохи, из особняков сохранились только Отель де Клиссон (фр. Hôtel de Clisson) и Отель де Бургонь (фр. Hôtel de Bourgogne) (точнее от последнего сохранилась лишь одна из башен этого особняка, возведённая в 1411 году).
На заре Ренессанса, ближе к концу XV века, в Париже строятся Отели Санс и Клюни — два средневековых особняка, лучше всего сохранившихся до наших дней.
В конце XV века Карл VIII отправляется с войной на Неаполь. Войну он не выигрывает, но за время похода он знакомится с итальянскими дворцами Возрождения, и в итоге возвращается во Францию с несколькими архитекторами и парой десятков итальянских ремесленников. Так Ренессанс появляется во Франции, но в первое время только в районе замков Луары, к Парижу новое искусство приближается лишь в эпоху Франциска I, решившего вернуться ближе к столице, в Фонтенбло. И лишь в середине XVI века первые особняки стиля Возрождения появляются в Марэ.
Большинство особняков этой эпохи находилось в районе улицы Фран-Буржуа, находящейся на месте старой крепостной стены Филиппа Августа, и за которой находились земли аббатства Св. Катерины. Монахи этого аббатства проводили активную застройку своих земель особняками, что позволяло существенно увеличить доходы аббатства. От особняков самого аббатства до наших дней практически ничего не сохранилось, зато сохранились некоторые соседствующие особняки, в том числе на самой улице Фран-Буржуа.
Особняки эпохи Возрождения можно разделить на три стиля:
- Орнаментальные — богато украшенные особняки, ярким представителем которых является Отель Карнавале, а также — пусть и появившийся на 37 лет позже Карнавале — Отель Ламуаньон (фр. Hôtel Lamoignon)
- Минималистические — Отель Дальбре (фр. Hôtel d'Albret) и Отель Де Донон (фр. Hôtel de Donon)
- Особняки, смешивающие в своём внешнем оформлении камень и кирпичи — то, из чего впоследствии получится стиль Людовика XIII. Примерами таких особняков могут служить Отель Бондевиль (фр. Hôtel Bondeville), Отель Савурни (фр. Hôtel Savourny) и Отель Санревиль (фр. Hôtel Sandreville). Чуть в меньшей степени — строением напоминающий особняк, дворец аббатства Сен-Жермен-де-Пре.

Первые особняки стиля Людовика XIII появились задолго до рождения самого Людовика XIII, на земле аббатства Св. Катерины. С убийством Генриха III страна вступает в очень сложный период своей истории — за 5 лет, понадобившихся Генриху IV, чтобы снова восстановить королевскую власть во Франции, Париж потерял боле трети населения, 14 000 домов в пригородах Парижа разрушено, в столице царят хаос и беззаконие. Генрих IV, при помощи префекта Франсуа Мирона (фр. François Miron), наводит порядок в городе, но лишь в начале XVII века город снова становится привлекательным для богатых семей, способных отстроить себе городской особняк. В это время закладываются две очень символические для Парижа площади — площадь Дофин и площадь Вогезов, каждая из которых окружена особняками.
Началом XVII века датируется также Отель Сюлли (фр. Hôtel Sully).
Вторая половина XVII века проходит под знаком Людовика XIV — в его стиле (достаточно строгий классицизм) отстраиваются новые особняки в Марэ, с нуля создаётся квартал острова Сен-Луи. Особняками застраиваются площадь Побед и Вандомская площадь. Этой же эпохой датируются Отель Ламбер (фр. Hôtel Lambert), Отель Сале (фр. Hôtel Salé)
В течение первой четверти XVIII века в Париже появляются особняки стиля Регентства (само Регентство начинается лишь в 1715 году) — более лёгком и весёлом, чем предшествовавший тому классицизм Людовика XIII. Частично в уже достаточно плотно застроенном Марэ (Отель Субиз (фр. Hôtel Soubise)), но также и в новых пригородах столицы — фобур Сент-Оноре (Елисейский дворец) и фобур Сен-Жермен (дворец Матиньон).
Во время правления Людовика XV, в Париже — экономический и демографический бум. Идёт активное строительство. Новые особняки возводятся в районе фобур Сен-Жермен, в Марэ старые особняки обновляются, а иногда просто сносятся, чтобы освободить место для новых построек. Особняки этого времени довольно часто отступают от принятых норм. Например, стены, отделявшие подъездной двор от улицы, всё чаще преобразуются в настоящие здания, которые зачастую сдаются постояльцам — таким образом перестраивают даже некоторые старые особняки в Марэ. Другой пример отступления от «нормы» — особняки улицы Шнрш-Миди, у которых подъездной двор отсутствует вовсе, или находится за основным помещением, выводя жилое здание особняка непосредственно на улицу. Несмотря на отступления от канонов, класс этих домов, а также социальное положение строивших их семей позволяет отнести эти постройки к особнякам.
Этим временем датируется также Отель Бирон (фр. Hôtel Biron), в котором в наши дни находится музей Родена. В отличие от стандартного особняка, имеющего два фасада (один — выходящий на подъездной двор, другой — во внутренний сад), у этого особняка их четыре (во все стороны), что приближает его к дворцам.
Во время Семилетней войны строительство в Париже практически замирает, а с правлением Людовика XVI в Париж возвращается классицизм. В выходящем к этому времени из моды Марэ особняки активно перестраиваются, делятся на отдельные квартиры, застраивают внутренние дворы, добавляют этажи.

## Архитектурные особенности
Прототипом классического французского особняка считается «Hôtel de Ferrare a Parigi (Grande Ferrare)» построенный в 1544—1546 годах по проекту итальянского архитектора Себастьяно Серлио во Дворце Фонтенбло. Именно он стал прообразом многих городских особняков французской аристократии последующих веков. В XVIII веке особняк (отель) становится типичной моделью городского дома зажиточных владельцев.
В Париже частные городские особняки (отели) зажиточных владельцев в отличие от обычных жилых домов (maisons) приобрели классический вид в XVII—XVIII веках. 
Одним из создателей классического парижского отеля является архитектор  Луи Лево. Он изучал трактат П. Ле Мюэ «Способ строительства зданий для всех людей» (Manière de bâtir pour toutes sortes de personnes, 1623) и, пользуясь материальной поддержкой придворного мастера  Мишеля Вильдо и, возможно, Ж.-Б. Ламбера, осуществил свои первые постройки: Отель Гийома де Бутру (1634) и Отель Франсуа Пти на улице де Тюренн (1638). Кроме того, при участии Лево были построены и другие городские особняки, в частности на острове Сен-Луи: Отель Ламбер (1640—1644), отель Ле Во, отель Лозен (1656—1657) и отель Гилье (1637—1639).
Архитектура французского особняка раскрывает не только на функции здания, но и на типологию архитектурной композиции. Изначальная схема: три корпуса, располагающиеся в форме буквы П: средняя (основная) часть называлась корделож (Corps de Logis). В XVIII веке эту часть также называли дворцом. От неё отходили два боковых «крыла» (флигеля). Таким образом возникал ограниченный с трёх сторон внутренний «парадный» (почётный) двор: курдонёр. К заднему фасаду особняка обычно примыкал сад. Такая композиция получила название: «между двором и садом» (entre cour et jardin). Таков Отель Субиз в Париже (1705—1709; архитектор П.-А. Деламер): карета через ворота  могла въезжать в обширный двор, охваченный палладианской колоннадой, прямо к парадному подъезду. Дворец Пале-Рояль в Париже имеет четыре взаимосвязанных двора, разделённых колоннадами (ранее его курдонёр был отделен от улицы оградой из кованого железа). Третий двор окаймлён колоннадой наподобие античного перистиля, четвёртый представляет собой обширный сад. Разрушенный во время революции дворец Тюильри также имел сад-курдонёр.
Композицию парижского отеля развивал в своём творчестве архитектор Антуан Лепотр, в частности в знаменитом Отеле Бове (1652—1655) с эффектным полукруглым двором. В подобных композициях сложился оригинальный сплав традиций французской ренессансной архитектуры, представленной творчеством  Франсуа Мансара, и европейского палладианизма. Французские архитекторы внимательно изучали наследие  Андреа Палладио в Италии и постройки английских палладианцев. В результате возникли характерные для старого Парижа здания: высокие скаты кровли, треугольный фронтон, пилястры главного фасада, вытянутые  «французские окна» с мелкой расстекловкой.
Помимо Парижа подобные композиции возникали и в других городах и странах. Среди них Дворец Траутзон в Вене с треугольным фронтоном и арочными окнами главного фасада (1710—1712, архитектор И. Б. Фишер фон Эрлах Старший), а также многие постройки в России. Так, например, выдающееся произведение палладианца Джакомо Кваренги: Александровский дворец в Царском Селе близ Санкт-Петербурга (1792—1796). Северный фасад дворца, охваченный выступающими боковыми корпусами, образует нечто вроде курдонёра. Однако главное в этой оригинальной композиции, как и в парижском дворце Пале-Рояль, — великолепный закрытый двор, расположенный за двойной «прозрачной» колоннадой коринфского ордера наподобие античного перистиля.
В Москве первой трети XIX века, получила распространение усадебная планировка, также частично заимствованная из Франции: . Дом, охваченный боковыми (служебными) флигелями, располагается в глубине двора, который отделён от улицы оградой с парадными воротами. Комплекс вспомогательных построек находится в глубине, за домом, «в огороде» (в значении: «в огороженном месте»).
Наибольшее количество особняков расположены в средневековом квартале Марэ, а также в кварталах Фобур Сен-Оноре и Фобур Сен-Жермен.
- Отель Субиз с расположенным в нём Национальным архивом Франции
- Отель Карнавале
- Отель Сале (ныне Музей Пикассо)
- Отель де Санс (сейчас в его стенах размещена французская Библиотека Форни)
- Отель Клюни (вмещает в себе Парижский музей средневековья)
- Отель Сюлли
- Отель Матиньон
- Отель Ламбер
- Отель Лозен
- Отель Крийон
- Музей Жакмар-Андре